# Sellye
Sellye è una città dell'Ungheria situato nella contea di Baranya, nella regione del Transdanubio Meridionale di 2.849 abitanti (dati 2009)

## Società

### Evoluzione demografica
Secondo i dati del censimento 2001 il 92,7% degli abitanti è di etnia ungherese

## Amministrazione

### Gemellaggi
Sellye è gemellata con:
- Gnas
- Grubišno Polje